# Сабаево (Мишкинский район)
Сабаево (баш. Сабай) — деревня в Мишкинском районе Республики Башкортостан Российской Федерации. Входит в состав Урьядинского сельсовета.

## География

### Географическое положение
Расстояние до:
- районного центра (Мишкино): 18 км,
- центра сельсовета (Урьяды): 1 км,
- ближайшей ж/д станции (Загородная: 141 км.

## История
По материалам Первой ревизии, в 1722 году в деревне были учтены 142 души мужского пола служилых мещеряков.

## Население
| 2002 | 2009 | 2010 |
| ---- | ---- | ---- |
| 265  | ↘203 | ↗216 |

### Национальный состав
Согласно переписи 2002 года, преобладающая национальность — татары (96 %).